# Rustia thibaudioides
Rustia thibaudioides är en måreväxtart som först beskrevs av Gustav Karl Wilhelm Hermann Karsten, och fick sitt nu gällande namn av Piero G. Delprete. Rustia thibaudioides ingår i släktet Rustia och familjen måreväxter. Inga underarter finns listade i Catalogue of Life.